# Salancar de Barruera
El Salancar de Barruera, també conegut com a pantà de Cardet, és un embassament que rep les aigües de la Noguera de Tor, localitzat aigües avall de la població de Barruera.
Es tracta d'un embassament de muntanya mitjana, localitzat a uns 1080 m d'altitud, que destaca pel fet de situar-se en un indret de la vall de Boí bastant obert i planer, favorable al desenvolupament de la vegetació de les vores, especialment del salencar. Per les característiques del terreny i per la colmatació del fons de la cubeta s'hi ha donat una notable extensió de bogar i jonqueres, així com de bosc de ribera, sobretot de salancar, que se situen bàsicament en el marge esquerre i en diverses illes. El procés de colmatació està avançant ràpidament, de manera que les zones profundes disminueixen any darrere any i el salancar va ocupant cada cop una major superfície.
Del bosc de ribera destaca especialment el salencar (hàbitat d'interès comunitari 3240), on dominen la salenca o sarga (Salix elaeagnos ssp angustifolia), el saulic (Salix purpurea), el salze blanc (Salix alba) i el freixe de fulla gran (Fraxinus excelsior). Sota les aigües, hi ha claps de Potamogeton pectinatus, Potamogeton crispus, Ranunculus aquatilis, Ranunculus tricophyllus i Utricularia vesicularis. Destaquen també els prats de dall situats vora el marge esquerre, entre els quals hi ha algunes línies de pollancres, freixes i altres caducifolis (hàbitat d'interès comunitari 6520 "Prats de dall altimontans i subalpins (Triseto-Polygonion bistortae)"). En aquesta zona de marges arbrats entre prats de dall, es formen algunes llacunes de reduïdes dimensions. Apareixen també pastures humides i herbassars megafòrbics.
Pel que fa a la fauna, hi ha una gran abundància d'alevins i adults de truita. És una zona freqüentada pels ocells migradors (principalment durant el pas primaveral) i s'hi pot trobar una bona colla d'ocells de zones humides, com l'ànec coll-verd (Anas platyrhynchos), la xivitona (Actitis hypoleucos), la polla d'aigua (Gallinula chloropus), la merla d'aigua (Cinclus cinclus), el blauet (Alcedo atthis), la mallerenga d'aigua (Parus palustris), etc. Entre els amfibis trobem el gripau comú (Bufo bufo) i entre els mamífers destaca la presència de llúdriga (Lutra lutra) i de cabirol.
Es tracta, per tant, d'un espai de notable interès, tant pel que fa a la fauna com pel que fa al bosc de ribera i la vegetació d'hidròfits i helofítica. La proximitat a Barruera i el seu fàcil accés per una pista que discorre pel marge dret fan d'aquest espai una zona molt freqüentada, tant per autocaravanes (marge dret) i pescadors, com per senderistes i turistes en general, especialment des que es realitzen visites guiades. Darrerament s'ha creat al marge esquerre una llacuna artificial, preparada especialment per a la pesca i envoltada de passeres. Al marge dret s'estan fent actuacions que tendeixen a transformar la zona en un passeig urbà. En aquest sector se situa també una EDAR i transcorre un tram del Camí de l'Aigua. La Fundació Territori i Paisatge gestiona l'espai a través d'un conveni de col·laboració territorial amb l'Ajuntament de la Vall de Boí i s'hi realitzen diverses visites guiades i activitats d'educació ambiental. S'hi ha instal·lat diversos cartells informatius, un mirador, taules i bancs, i itineraris senyalitzats, amb passeres de fusta. Aquesta zona es troba dins l'espai de la Xarxa Natura 2000 ES0000022 "Aigüestortes". També està situada dins la Reserva Nacional de Caça de l'Alt Pallars-Aran.